# Ernst von Zeller

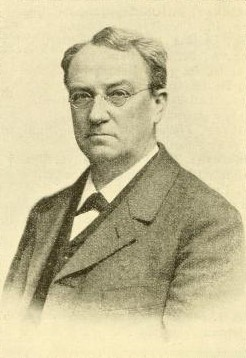
Ernst von Zeller (1830–1902)

Ernst Friedrich Albert Zeller, ab 1900 von Zeller (* 2. Dezember 1830 in Stuttgart; † 18. September 1902 ebenda) war ein deutscher Mediziner und Zoologe.

## Leben
Ernst Zeller war der Sohn des Mediziners und ersten Direktors der Heilanstalt Winnental Albert Zeller und dessen Ehefrau Marie (1807–1847), geborene Reimer, Tochter des Berliner Verlegers Georg Reimer. Der erste Oberamtmann des Oberamts Heilbronn Johann Friedrich Zeller war sein Großvater.
Ernst Zeller besuchte die Lateinschulen in Winnenden und Marbach sowie das Obergymnasium in Stuttgart und studierte von 1850 bis 1853 Medizin an der Eberhard Karls Universität Tübingen. Danach ging er nach Berlin, um bei Johannes Müller Vorlesungen zu hören. Seit 1848 war er Mitglied der Burschenschaft Germania Tübingen. Er wurde 1854 bei Hubert von Luschka in Tübingen mit seiner Dissertation über ein Alveolarcolloid der Leber promoviert. Nach einem etwa einjährigen Aufenthalt bei den Großeltern in Berlin wurde er Assistenzarzt bei Maximilian Jacobi in der Irrenanstalt Siegburg. Von 1857 bis 1862 wirkte er als selbständiger Leiter der Irrenabteilung der thurgauischen Kantonalkrankenanstalt in Münsterlingen bei Konstanz, wobei er bei der Mobilmachung im Sommer 1859 als württembergischer Militärarzt im Festungsspital in Ulm eingesetzt wurde. Im Jahr 1862 wechselte er als Assistent zu seinem Vater an die Heilanstalt Winnental, wo er nach dem am 23. Dezember 1877 erfolgten Tod seines Vaters dessen Nachfolger als selbständiger Direktor der Anstalt wurde und in der Folge dann durchgehend bis zu seinem Ruhestand im Jahr 1900 wirkte.
Um sich in die Biologie von Parasiten einzuarbeiten und mit Schwerpunkt parasitische Saugwürmer zu bearbeiten, hatte er in den Räumlichkeiten des Winnentaler Schlosses zahlreiche Aquarien angelegt, in denen er verschiedene Wassertiere als Wirtstiere zu Forschungszwecken züchtete. Seine zu seinen zoologischen Arbeiten von ihm selbst erstellten Zeichnungen wurden dabei zum Teil in die relevanten zoologischen Lehrbücher der damaligen Zeit aufgenommen.
Auch bei den in der Zeit zwischen 1877 und 1892 entstandenen Wandtafeln von Rudolf Leuckart und Hinrich Nitsche, auf denen verschiedene Autoren detailreich Vertreter des Tierreiches darstellten, hat Ernst Zeller bei den Tafeln seines Forschungsgebietes mitgearbeitet. Einen zweiten Schwerpunkt legte er auf die Bearbeitung von Amphibien, wobei er hier mit dem als Kustos und zuvor als Konservator am Museum für Naturkunde und Vorgeschichte Magdeburg tätigen Zoologen Willy Wolterstorff bis zuletzt in einem intensiven wissenschaftlichem Austausch stand.
Ernst Zeller wurde 1869 Mitglied im Verein für vaterländische Naturkunde in Württemberg.
Am 6. Januar 1879 wurde er unter der Matrikel-Nr. 2209 in der Sektion Zoologie und Anatomie zum Mitglied der Deutschen Akademie der Naturforscher Leopoldina gewählt.
Ernst Zeller, der 1876 zum Medizinalrat und 1896 zum Obermedizinalrat ernannt wurde, erhielt bei seinem Eintritt in den Ruhestand im Jahr 1900 das Ehrenkreuz des Württembergischen Kronordens, mit dem zur damaligen Zeit der Personaladel verbunden war.
Er war seit 1886 mit seiner Cousine und Schwägerin Emma, geborene Reimer, der Tochter des Berliner Medizinalrats Reimer, verheiratet. Das Ehepaar hatte einen Sohn.

## Schriften
- Alveolarcolloid der Leber. Inaugural-Abhandlung, Universität Tübingen, Laupp, Tübingen 1854 (Digitalisat)
- Ueber das encystirte Vorkommen von Distomum squamula Rud. im braunen Grasfrosch. In: Zeitschrift für wissenschaftliche Zoologie, 17, Leipzig 1867, S. 215–220 (Digitalisat)
- Untersuchungen über die Entwicklung und den Bau des Polystomum integerrimum Rud. In: Zeitschrift für wissenschaftliche Zoologie, 22, Leipzig 1872, S. 1–28 (Digitalisat)
- Untersuchungen über die Entwicklung von Diplozoon paradoxum. In: Zeitschrift für wissenschaftliche Zoologie, 22, Leipzig 1872, S. 168–180 (Digitalisat)
- Ueber Leucochloridium paradoxum Carus und die weitere Entwickelung seiner Distomenbrut. In: Zeitschrift für wissenschaftliche Zoologie, 24, Leipzig 1874, S. 564–578 (Digitalisat)
- Weiterer Beitrag zur Kenntnis der Polystomeen. In: Zeitschrift für wissenschaftliche Zoologie, 27, Leipzig 1876, S. 238–274 (Digitalisat)
- Ueber den Geschlechtsapparat von Diplozoon paradoxum. In: Zeitschrift für wissenschaftliche Zoologie, 46, Leipzig 1888, S. 233–239 (Digitalisat)